# Sa Majesté Très Fidèle

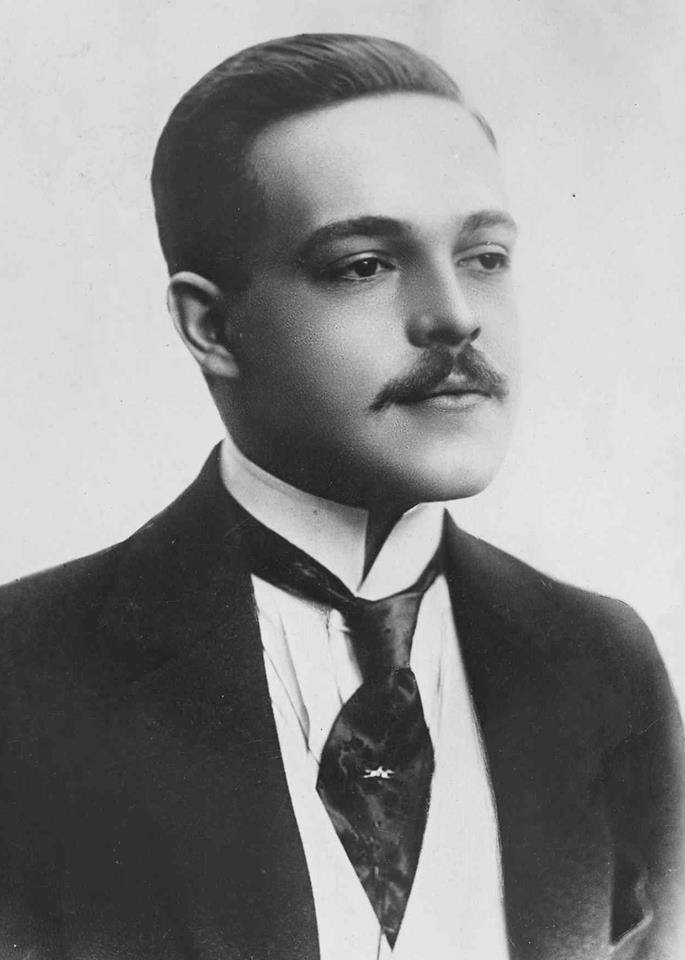
Manuel II, dernier roi de Portugal et des Algarves, qui était désigné par le prédicat « Sa Majesté Très Fidèle ».

Le prédicat « Sa Majesté Très Fidèle » (portugais : Sua Majestade Fidelíssima ; abrégé en S.M.F.) correspond à l'expression attribuée à partir du XVIIIe siècle par le pape, en tant que chef spirituel de l'Église, aux monarques portugais.
Le titre de Rex Fidelissimus a aussi bien été donné aux rois de Portugal qu’aux reines souveraines, où il se transformait pour l’occasion en Regina Fidelissima. La monarchie portugaise étant la seule monarchie à porter au sein de la chrétienté cette appellation, l'expression « Très fidèle » désigne par métonymie spécialement le prince portugais.
Sous le pontificat de Benoît XIV, le roi Jean V de Portugal, de la maison de Bragance, reçut le titre de Fidelissimus en 1748, alors que d’autres rois en Europe portaient déjà dans leurs titulatures des titres accordés par la Papauté : le roi de France était le « roi Très Chrétien » (latin : Rex Christianissimus), le souverain espagnol était le « roi Très Catholique » (latin : Rex Catholicissimus) et la monarchie anglaise a pendant un temps été désignée par l’expression « défenseur de la Foi [catholique] » (latin : Defensor Fidei).

## Titres similaires
Les monarques d'autres nations européennes ont reçu des titres similaires de la part du pape :
- Hongrie : Majesté Apostolique (octroyé vers 1000) ;
- France : Majesté Très Chrétienne (octroyé vers 1380) ;
- Espagne : Majesté Très Catholique (octroyé en 1493) ;
- Angleterre, Grande-Bretagne puis Royaume-Uni : défenseur de la Foi (octroyé en 1521 puis révoqué en 1530) ;
- Pologne : Majesté Orthodoxe (octroyé en 1661).

## Sources
- (en)/(pt) Cet article est partiellement ou en totalité issu des articles intitulés en anglais « Most Faithful Majesty » (voir la liste des auteurs) et en portugais « Sua Majestade Fidelíssima » (voir la liste des auteurs).